# 岩白菜素
岩白菜素（英語：或cuscutin）是一种有机化合物，分子式C14H16O9，属于一种三羟基苯甲酸糖苷，是葡萄糖的C-糖苷衍生物，存在于腺毛岩白菜（Bergenia ciliata）、Bergenia ligulata，岩白菜（Bergenia purpurascens）等岩白菜属植物中。纯品为白色针状结晶，溶于甲醇、甲醛，微溶于水、丙酮、乙醇。